# Hogyan tudnék élni nélküled?
A Hogyan tudnék élni nélküled? 2024-es magyar romantikus, zenés filmvígjáték, amelyet Orosz Dénes rendezett. A forgatókönyvet Goda Krisztina és Kormos Anett írta.
A film egy fiktív szerelmi történetet mutat be, amelynek részletei Demjén Ferenc slágereinek szövegén alapszanak. A főbb szerepekben Törőcsik Franciska, Ember Márk, Marics Péter, Márkus Luca, Kirády Marcell és Kovács Harmat látható.
A filmet 2024. december 12-én az InterCom Zrt. forgalmazásában mutatták be a mozikban. Több mint 900 ezren váltottak rá jegyet, ezzel az 1990 utáni magyar filmgyártás legnézettebb filmje lett.
A film sikere miatt készülőben van a színházi musical változata, valamint a folytatása is Mindig ugyanúgy címmel.

## Cselekmény
Major Lili feltörekvő énekesnő, aki nehezen boldogul a saját karrierje beindításával, miközben egy éve gyászolja elhunyt vőlegényét. Amikor meglátogatja a testvéreit, Dömét és Lucát, lomtalanítás közben talál egy régi dobozt, benne egy levélcsomaggal és az édesanyjuk, Eszter fiatalkori naplójával. A naplóban leírtak részletesen beszámolnak egy bizonyos Tatai Gergőről, akiről feltételezik, hogy az anyjuk szerelme volt a néhai édesapjuk előtt.
A Major-testvérek a naplót olvasva felelevenítik Eszter és Gergő megismerkedését.
1994 nyarán Eszter és két barátnője, Kata és Betti együtt leutaznak üdülni a Balatonra. Egy kisebb strandbaleset apropóján megismerkednek Gergővel és a haverjaival, Gáborral és Csabival. A fiúk meghívják a lányokat a szigligeti strandra, ahol a Kuplung nevű zenekarukként lépnek fel. Miután Csabi keze megsérül, Gergő megkéri Esztert, hogy helyettesítse őt zongoristaként a következő fellépésükön. Eszter először nemet mond, de meggondolja magát, miután kiderül, hogy Gergő megtalálta az elvesztett nyakláncát, amit Eszter a párjától, Mártontól kapott. Mivel nem akarja, hogy Márton tudomást szerezzen Gergőről, és mert kicsit tetszik neki a fiú, fellép a zenekarral a nyakláncért cserébe. A színpadon Eszter életében először szabadnak érzi magát, majd a fellépés után csókot vált Gergővel.
Eszter és Gergő egyre több időt töltenek együtt. Eszter szigorú édesapja, András tudomást szerez a viszonyról, és követeli, hogy Eszter menjen vele haza. Eszter beszélni akar Gergővel, de Kata egyik megjegyzése alapján arra következtet, hogy Gergő csak szédíti őt, ráadásul elutazni készül a zenekarral egy külföldi fellépés miatt. Gergő találkozik Andrással, aki elmondja neki, hogy Eszternek párja van, amivel igencsak megbántja. Búcsúzás nélkül elválnak útjaik.
Egy évvel később, Eszter születésnapján Márton eljegyzi a lányt, amire Eszter vonakodva igent mond. Márton meglepetésként elhívta fellépőnek a Kuplung zenekart, miután Eszter szarkasztikusan megjegyezte, hogy régen szerette őket. Az ünnepségen Gergő nem bírja féken tartani az érzéseit, és egy zenei kavalkád keretében elrabolja Esztert. A lakására viszi, ahol szerelmet vall neki, majd együtt töltik az éjszakát.
Gergő arra kéri Esztert, hogy szökjön meg vele Londonba, ahol a zenekaruk következő fellépése lesz. Eszter beleegyezik, és felbontja az eljegyzését Mártonnal. Az indulás éjszakáján azonban az édesapja bezárja őt a lakásba, hogy megakadályozza a tervét. Gergő hiába vár rá a vonatállomáson. Arra következtet, hogy Eszter meggondolta magát, így szomorúan elutazik a zenekarral.
A naplóolvasás ezen a ponton félbeszakad, mert megérkezik Eszter, és megharagszik a gyerekeire, amiért a magánéletében vájkálnak. Amikor Lili kérdőre vonja őt a döntéseiről, Eszter elmondja, hogy csak azért nem ért ki időben az állomásra, mert Andrásnak szívrohama volt. Nem sokkal ezután megtudta, hogy terhes, és mivel Márton végig támaszként volt mellette András haláláig, végül hozzá ment feleségül. Márton ezek után a nevére vette Lilit, aki valójában Gergő lánya. Lili nagyon megharagszik az édesanyjára, amiért ezt végig titkolta előtte.
Néhány héttel később kibékülnek. Lili elárulja, hogy felvette a kapcsolatot Gergővel, aki most már sikeres zenész. Az egyik budapesti koncertje után Eszter meglátogatja őt az öltözőben, ahol a Gergőtől kapott és megőrzött leveleivel az asztalán várja őt. Meghatódva üdvözlik egymást.
Gergő segít beindítani Lili karrierjét, és tanácsokat ad neki egy zenei producerrel való találkozás előtt. A producernek megtetszik Lili énektudása, és szerződést ajánl neki. Lili később elfogadja a producer fiatal asszisztensének randimeghívását is.

## Szereplők
| Szereplő            | Színész              |
| ------------------- | -------------------- |
| Eszter              | Törőcsik Franciska   |
| Tatai Gergő         | Ember Márk           |
| Pintér Kata         | Márkus Luca          |
| Gábor               | Marics Peti          |
| Betti               | Kovács Harmat        |
| Csabi               | Kirády Marcell       |
| Major Márton        | Brasch Bence         |
| András, Eszter apja | Seress Zoltán        |
| Eszter anyja        | Györgyi Anna         |
| Anikó               | Trill Beatrix        |
| Major Lili          | Varga-Járó Sára      |
| Major Döme          | Szántó Balázs        |
| Major Luca          | Barta Veronika       |
| Rita                | Markó-Valentyik Anna |
| Ádám                | Bede-Fazekas Máté    |
| Novai Balázs        | Medveczky Balázs     |
| Vőlegény            | Fecske Dávid         |
| Konferansszié       | Zoltán Áron          |
| Zenei producer      | Kirády Attila        |
|                     | Fekete Györgyi       |
| Demjén Ferenc       |                      |

## Filmzene
A film zenéje 2025 február 14-én jelent meg a különböző online zenei streamcsatornákon.
1. "Sajtból van a Hold" – Lili
2. "Hiányzol" – Lili, Ádám
3. "Gyere és szeress" – Gergő, Gábor, Csabi
4. "El kell, hogy engedj" – Gábor, Kata
5. "Szeress úgy, ahogy én" – Márton
6. "Szabadság vándorai" – Eszter, Gergő
7. "Szerelemvonat" – Eszter, Gergő és mások
8. "Úgy szeretném" – Eszter
9. "Darabokra törted a szívem" – Gergő, Csabi, Gábor, Eszter, Kata, Betti
10. "Hogyan tudnék élni nélküled" – Eszter, Gergő
11. "Mikor elindul a vonat" – Gergő, Gábor, Csabi
12. "Jégszív" – Gergő
13. "Lepihenni melletted" – Lili
14. "Jöjj vissza, vándor" – Demjén Ferenc

## Nézettség és bevétel
A nézettségi adatok szerint 901 332 jegyet adtak el rá, ezzel az 1990 utáni magyar filmgyártás legnézettebb alkotása. Mintegy 2 083 182 917 Ft bevételt termelt a jegypénztáraknál. A film 2025. január 22-én érte el az 500 000-es nézőszámot.
A környező országok között Romániában több mint 113 ezer ember látta (amely új rekord a magyar filmpremierek között), Szlovákiában pedig a premier követő 3 és fél hónapban majd 27 ezer néző nézte meg a filmet.

## Díjak
- Magyar Mozgókép Díj a legjobb játékfilmnek (2025)

## Folytatás
2025 júliusában hivatalosan bejelentették, hogy a film folytatást kap. A főbb szereplők, Törőcsik Franciska, Ember Márk, Marics Peti, Márkus Luca, Kirády Marcell és Kovács Harmat biztosan visszatérnek a folytatásban. A producer ismét Kirády Attila lesz, a forgatókönyvet újfent Goda Krisztina és Kormos Anett írják. A rendező viszont ezúttal Dyga Zsombor lesz. A forgatások várhatóan 2025 nyarán elkezdődnek, a film megjelenése pedig 2026-ban várható. A történetről egyelőre annyit tudni, hogy a múltbéli történet pár évvel később fog folytatódni. 